# Zygaenosia affinis
Zygaenosia affinis är en fjärilsart som beskrevs av Rothschild 1936. Zygaenosia affinis ingår i släktet Zygaenosia och familjen björnspinnare. Inga underarter finns listade i Catalogue of Life.